# دلتا (كولورادو)
دلتا (بالإنجليزية: Delta, Colorado)‏ هي مدينة تقع في مقاطعة دلتا بولاية كولورادو في الولايات المتحدة. تبلغ مساحتها 14.3 (كم²)، وترتفع عن سطح البحر 1486 م، بلغ عدد سكانها 8915 نسمة في عام 2010 حسب إحصاء مكتب تعداد الولايات المتحدة وتصل الكثافة السكانية فيها 632.27 نسمة/كم2.

## وصلات خارجية
- City of Delta